# Po-o-uli masqué
Melamprosops phaeosoma
Genre
Espèce
Statut de conservation UICN

EX : Éteint
Le Po-o-uli masqué ou Po`o-uli (Melamprosops phaeosoma) est une espèce de passereau de la famille des Fringillidae. C'est la seule espèce du genre Melamprosops.

## Description
Le po-o-uli masqué mâle porte un masque noir de forme triangulaire qui s’étend du front au menton, autour de l’œil et est délimité sur le haut par une couronne grise et sur le bas par une tache auriculaire blanche. Les scapulaires et la couverture alaire sont brun-roux foncé. Les primaires et les secondaires sont brun foncé avec les extérieurs des primaires chamois. Le croupion et la couverture supérieure de la queue brun-roux. La queue est brun foncé bordée de roux. La gorge est blanche tachée de gris sur les flancs supérieurs, le menton noir. La poitrine est blanche lavée de gris clair. Le ventre blanc fusionnant avec la couverture sous-caudale cannelle. Les flancs, vers l’avant, sont blancs lavés de gris qui passe progressivement vers l'arrière au chamois teinté de grisâtre puis cannelle. Le dessus des primaires est gris argenté. Le bec est noir, l’iris brun et les pattes sont brun foncé.

La femelle ressemble beaucoup au mâle à la différence qu’elle est plus terne avec un masque grisâtre plus petit. La tache auriculaire est imprégnée de gris et est moins distincte. La gorge est blanche teintée de gris avec la poitrine et les côtés du ventre gris. Les flancs sont plus lavés de gris passant au cannelle à la rencontre des primaires. La couverture sous-caudale est chamois-gris avec les extrémités plus foncées.

Les juvéniles sont semblables aux adultes avec un masque plus petit et le plumage brun pâle et moins de roux et de cannelle.

## Population
Endémique de l'île de Maui, cette espèce a été découverte pour la première fois en 1973 dans la  Réserve forestière de Ko'olau (en).

À la mi-1997, il ne restait que trois individus. L'un a été capturé en 2004, mais il est mort plus tard cette année-là. Les deux autres individus n'ont pas été signalés depuis 2003 et 2004.

Aujourd’hui, cette espèce est considérée comme éteinte.

## Habitat
Il a été trouvé dans une forêt située entre 1 500 m et 1 950 m d’altitude mais cela peut être un habitat sous-optimal car des fossiles indiquent qu’il fréquentait des forêts de plus basse altitude.

## Nidification
Les deux nids connus étaient en forme de coupe ouverte et installés parmi les tiges de rameaux foliacés de Metrosideros polymorpha. Ils étaient construits de brindilles nues de Leptecophylla tameiameiae, avec les espaces entre les brindilles remplis de mousse d’Homaliodendron flabellatum, de Thuidium plicatum, de Trachypodopsis auriculata, d’Aerobryopsis wallicia et de Floribundaria floribunda.

## Alimentation
Il se nourrissait principalement d'escargots, d'insectes et d'araignées, et occasionnellement de fruits.

## Menaces
La disparition de l'espèce serait due à la destruction et la modification de l'habitat ainsi qu'à la propagation rapide des moustiques porteurs de maladies dans les basses terres.

La prédation par les cochons sauvages, les chats et les  petites mangoustes indiennes (Herpestes auropunctatus)  est également possible. Les rats et l'escargot qui ont été introduits (Oxychilus alliarius) ont été blâmés pour le déclin des escargots terrestres indigènes, source importante de nourriture pour le Po-o-uli masqué.